# Ediciones Paidós
Ediciones Paidós és una editorial amb seu a la ciutat de Barcelona.
Creada inicialment a l'Argentina el 1945 com una iniciativa pionera vinculada a temes relacionats amb la pedagogia i la psicologia infantil, s'orientà posteriorment cap a altres àrees com la filosofia, la sociologia i les ciències polítiques. El 1979 obrí una seu a Barcelona i el 1983 una altra a Ciutat de Mèxic. En l'àmbit d'aquesta expansió abastà pràcticament totes les ciències socials (comunicació, teoria de la imatge, pensament polític, psicologia i història). Un cop traslladada a Barcelona, s'integrà definitivament al Grupo Planeta el 2003.